# Vesna Pusić
Vesna Pusić és la vicepresidenta del Parlament Croat i la líder del Partit del Poble de Croàcia - Liberal Demòcrates a l'oposició.
Pusić és coneguda pel seu declarat liberalisme, i una de les dones més reconegudes del Parlament Croat. És professora de sociologia a la Universitat de Zagreb i editora de la publicació Erasmus. Va ser reelegida vice-presidenta del Partit Reformista Liberal Europeu el 2005.
El seu germà Zoran Pusić també és el cap del Comitè Cívic pels Drets Humans, una ONG de Zagreb.